# جوزيبي مارشي
جوزيبي مارشي (بالإيطالية: Giuseppe Marchi)‏ (2 فبراير 1904 في إيطاليا - 17 يوليو 1967 في إيطاليا) هو لاعب كرة قدم إيطالي في مركز الوسط. لعب مع إيه سي ميلان ونادي ريجيانا 1919 ونادي كاتانيا وVigevano Calcio ‏.